# Lac Kir
Lac Kir – sztuczne jezioro we Francji, w mieście Dijon, w departamencie Côte-d’Or. Powierzchnia jeziora wynosi 37 hektarów, długość 1500 metrów, szerokość 200-300 metrów.
Idea budowy sztucznego jeziora dla Dijon została zgłoszona 1 września 1945 roku przez nowo wybranego mera Dijon, kanonika Féliksa Kira, jednak dopiero w 1959 idea została włączona w projekt urbanistyczny obejmujący zagospodarowanie doliny rzeki Ouche oraz dwóch stoków: południowego (Cras) i północnego (Talant). Prace rozpoczęły się w sierpniu 1960 roku, kiedy wizytę w Dijon złożył minister budownictwa Pierre Sudreau. W trakcie prac wywieziono ponad 1 milion m³ ziemi z wykopu do pobliskiego wąwozu la Combe À la Serpent. Jezioro zostało zainaugurowane 20 czerwca 1964 roku przez kanonika Féliksa Kira. Od 1965 roku nosi jego imię. Nad jeziorem rozwinęła się turystyka. Jest to ośrodek uprawiania sportów wodnych, w szczególności żeglarstwa oraz wędkarstwa.